# ワルインゲ中山
ワルインゲ中山（ワルインゲなかやま）こと、フィリップ・ワルインゲ（Philip Waruinge、1945年2月3日 - 2022年10月19日）は、ケニアの元男子プロボクサー。ナイロビ出身。オリンピック2大会連続メダル獲得後、日本でプロとして活躍した。
現役時代の戦績は、アマチュアボクシングで188戦168勝20敗、プロボクシング転向後は25戦14勝（6KO）10敗1分け。息子であるトム・ワルインゲも元プロボクサー。

## 来歴
母国ケニアではアマチュアエリートとして鳴らし、1964年東京オリンピックに出場。1968年メキシコシティーオリンピックでは銅メダルながらヴァル・バーカー・トロフィー（大会最優秀選手）を獲得。1972年ミュンヘンオリンピックでも銀メダルを獲得した。
1973年に来日し、大阪の神林ジムでプロ転向。
A級ライセンス取得後の1973年7月27日、元日本フェザー級王者進藤公雄との8回戦でプロデビュー戦を行い、判定勝利を収めた。この後から10回戦を戦ったが、2戦目は東洋ランカーのジョー・マロンゾに6回TKO負け、3戦目は牛若丸原田に判定負けを喫し、5戦目までは負け越しとなった。
1975年4月7日、日本ジュニアフェザー級王者江藤清一を下しプロ初タイトル獲得。同年6月27日、世界挑戦の決まっていた日本バンタム級王者沼田久美とのノンタイトル10回戦に判定勝利を収めた。
1976年4月3日、パナマにて世界王座初挑戦。世界ボクシング評議会 (WBC)世界ジュニアフェザー級王座決定戦でリゴベルト・リアスコと対戦し、8回終了時に棄権・TKO負けで世界王座獲得ならず。
一方、日本王座は4度防衛。
同年11月13日、メキシコでカルロス・サラテが持つWBC世界バンタム級王座に挑戦し、4回KO負け。
1977年1月30日、笠原優に2回KO負けを喫し日本王座陥落。7月16日に再戦を行うも9回KO負け。
1978年、網膜剥離のため引退。
2022年10月19日、ナクルで死去。77歳没。